# 1 يناير
- السبت
- الأحد
- الاثنين
- الثلاثاء
- الأربعاء
- الخميس
- الجمعة

- 2827 جمادى الآخرة 1446  هـ
- 2928 جمادى الآخرة 1446  هـ
- 3029 جمادى الآخرة 1446  هـ
- 3130 جمادى الآخرة 1446  هـ
- 11 رجب 1446  هـ
- 22 رجب 1446  هـ
- 33 رجب 1446  هـ
- 44 رجب 1446  هـ
- 55 رجب 1446  هـ
- 66 رجب 1446  هـ
- 77 رجب 1446  هـ
- 88 رجب 1446  هـ
- 99 رجب 1446  هـ
- 1010 رجب 1446  هـ
- 1111 رجب 1446  هـ
- 1212 رجب 1446  هـ
- 1313 رجب 1446  هـ
- 1414 رجب 1446  هـ
- 1515 رجب 1446  هـ
- 1616 رجب 1446  هـ
- 1717 رجب 1446  هـ
- 1818 رجب 1446  هـ
- 1919 رجب 1446  هـ
- 2020 رجب 1446  هـ
- 2121 رجب 1446  هـ
- 2222 رجب 1446  هـ
- 2323 رجب 1446  هـ
- 2424 رجب 1446  هـ
- 2525 رجب 1446  هـ
- 2626 رجب 1446  هـ
- 2727 رجب 1446  هـ
- 2828 رجب 1446  هـ
- 2929 رجب 1446  هـ
- 3030 رجب 1446  هـ
- 311 شعبان 1446  هـ

1 يناير أو 1 كانون الثاني أو يوم 1 \ 1 (اليوم الأوَّل من الشهر الأوَّل) هو اليوم الأوَّل (1) من السنة وفقًا للتقويم الميلادي الغربي (الغريغوري). يبقى بعدهُ 364 يومًا لانتهاء السنة، أو 365 يومًا في السنوات الكبيسة.

## أحداث
- 1259 - سيف الدين قطز يخلع نور الدين علي بن أيبك ويتسلم الحكم سلطانًا على مصر.
- 1531 - تأسيس مدينة ريو دي جانيرو على المحيط الأطلسي.
- 1651 - شارل الثاني يتولى الحكم في اسكتلندا.
- 1673 - بداية التوزيع النظامي للبريد بين نيويورك وبوسطن.
- 1801 -
  - عقد الوحدة بين بريطانيا العظمى وأيرلندا.
  - اكتشاف أول نيزك على سطح الأرض.
- 1804 - نهاية الحكم الفرنسي على جزيرة هايتي.
- 1808 - الولايات المتحدة تمنع استيراد العبيد.
- 1823 - بريطانيا تعلن سيادتها على جزر فوكلاند.
- 1861 - بورفيريو دياز يغزو المكسيك.
- 1863 - الرئيس الأمريكي أبراهام لينكون يحرر الزنوج من العبودية.
- 1880 - فرديناند دي لسبس يشرع في إنجاز قناة بنما.
- 1885 - تحديد خط الطول المرجعي الدولي في غرينيتش البريطانية وهو خط طول 0 درجة.
- 1893 - اليابان تبدأ في استعمال التقويم الغريغوري.
- 1899 - نهاية الحكم الإسباني في كوبا على يد القوات الأمريكية التي تدخلت تحت غطاء مساعدة الثوار الكوبيين.
- 1901 - تشكيل الكومنولث الأسترالي من قبل خمس مستعمرات بريطانية.
- 1912 - بدء ثورة صن يات سين في الصين والإعلان الأول لجمهورية الصين الشعبية.
- 1916 - القوات الألمانية تنسحب من ياوندي وتتخلى عن مستعمرتها في الكاميرون لصالح القوات البريطانية وتتجهة نحو غينيا الإسبانية.
- 1925 - قيام الدولة السورية خلفًا للاتحاد السوري، نتيجة اتحاد دولة دمشق ودولة حلب.
- 1930 - مصطفى النحاس يؤلف وزارته الثانية في مصر.
- 1934 -
  - جزيرة ألكتراز الشهيرة المتواجدة بخليج سان فرانسيسكو تتحول إلى سجن فيدرالي أمريكي.
  - ليبيا تصبح مستعمرة إيطالية.
- 1935 - الزعيم التركي مصطفى كمال يتسمى باسم كمال أتاتورك والذي يعني أبو الأتراك.
- 1943 - بداية انسحاب القوات الألمانية من ستالينجراد بعد حصار دام عامين.
- 1947 - تأميم صناعة الفحم في المملكة المتحدة.
- 1948 -
  - الإعلان عن تشكيل جيش الإنقاذ بقيادة الضابط السوري فوزي القاوقجي لنجدة فلسطين.
  - بدء العمل بالاتفاقية العامة للتعرفة الجمركية والتجارية (جات).
- 1952 - إعلان الدستور الأردني.
- 1956 - استقلال السودان عن مصر والمملكة المتحدة وإعلان الجمهورية.
- 1958 - قيام السوق الأوروبية المشتركة.
- 1959 - القوات الموالية لفيدل كاسترو تزيح فولغينسيو باتيستا من منصب رئاسة كوبا إثر انقلاب عسكري.
- 1960 -
  - استقلال الكاميرون.
  - رئيس الوزراء العراق عبد الكريم قاسم يسمح بعودة الأحزاب السياسية ماعدا الحزب الشيوعي.
- 1962 -
  - رئيس الوزراء السوري معروف الدواليبي يعلن عن توسط سوريا لحل النزاع الكويتي العراقي.
  - استقلال ساموا الغربية عن نيوزيلندا.
- 1964 - انقسام «فيدرالية روديسيا ونيازالاند» إلى جمهورية زامبيا المستقلة والتي كانت تحمل اسم «روديسيا الشمالية»، وجمهورية ملاوي المستقلة والتي كانت تحمل اسم «نيازالاند»، وبقاء روديسيا الجنوبية كمستعمرة بريطانية.
- 1965 - صدور البيان الأول لحركة فتح الفلسطينية وبداية الثورة المسلحة.
- 1966 - جان بيدل بوكاسا يقوم بانقلاب عسكري في جمهورية أفريقيا الوسطى.
- 1971 - منع بث اللوحات الدعائية في التلفزيون الأمريكي التي تروج للسجائر.
- 1972 -
  - تعيين النمساوي كورت فالدهايم أميناً عاماً للأمم المنحدة
  - بداية الوحدة الرسمية بين مصر وليبيا.
- 1976 - تفجير طائرة تابعة لطيران الشرق الأوسط كانت مقلعة من بيروت باتجاه إمارة دبي، وقد سقطت بالقرب من القيصومة في السعودية.
- 1978 - انفجار طائرة هندية من نوع بوينغ 747 وسقوطها قبالة سواحل مدينة مومباي مما أدى إلى مقتل 213 شخص.
- 1980 - أمين عام الأمم المتحدة كورت فالدهايم يزور إيران لبحث الإفراج عن الرهائن الأمريكيين المحتجزين داخل السفارة الأمريكية بطهران.
- 1982 -
  - تعيين البيروي خافيير بيريز دي كوييار أميناً عاماً للأمم المتحدة
  - إقالة مستشار الأمن القومي الأمريكي ريتشارد ألن لتورطه في قضية الرشوة اليابانية.
- 1984 - استقلال سلطنة بروناي عن المملكة المتحدة.
- 1985 - إجراء أول مكالمة بهاتف نقال في المملكة المتحدة.
- 1992 - تعيين المصري بطرس بطرس غالي أميناً عاماً للأمم المتحدة
- 1993 -
  - تفكك جمهورية تشيكوسلوفاكيا وتأسيس دولتان مستقلتان هما التشيك وسلوفاكيا.
  - بدء بث قناة يورونيوز التلفزيونية الإخبارية الأوروبية متعددة اللغات.
  - الرئيسان جورج بوش وبوريس يلتسن يوقعان اتفاقية ستارت الثانية لتخفيض الأسلحة النووية.
- 1994 - دخول اتفاق التبادل الحر لأمريكا الشمالية (نافتا) حيز التنفيذ بين المكسيك والولايات المتحدة وكندا.
- 1995 -
  - دخول اتفاقية منظمة التجارة العالمية حيز التنفيذ.
  - السويد والنمسا وفنلندا ينضمون إلى الاتحاد الأوروبي.
- 1997 - تعيين الغاني كوفي أنان أميناً عاماً للأمم المتحدة
- 1998 - منع التدخين بالمطاعم والحانات بكاليفورنيا.
- 1999 - بداية التعامل بالعملة الأوروبية المشتركة (يورو).
- 2001 - انضمام اليونان إلى منطقة التداول باليورو.
- 2004 -
  - مؤسسة الأقصى لإعمار المقدسات تكشف عن مخطط لبلدية القدس بحفر نفق جديد يمر تحت ساحة حائط البراق وباب المغاربة ومنه إلى الحائط الجنوبي للمسجد الأقصى.
  - الرئيس الباكستاني برفيز مشرف يحصل على ثقة البرلمان واللجان المحلية للاستمرار في منصب الرئاسة.
- 2007 - بلغاريا ورومانيا تنضمان إلى الاتحاد الأوروبي.
- 2009 -
  - الحكومة العراقية تتسلم السيطرة على المنطقة الخضراء في بغداد من القوات متعددة الجنسيات وذلك بموجب الاتفاقية الأمنية بين العراق والولايات المتحدة، ورئيس الوزراء العراقي نوري المالكي يعتبر هذا اليوم يوم عيد.
  - اغتيال القيادي في حركة حماس نزار ريان مع زوجاته الأربع وتسع من أبنائه في هجوم جوي إسرائيلي على منزله في جباليا وذلك ضمن أحداث عملية الرصاص المسكوب.
- 2011 -
  - تفجير بواسطة سيارة مفخخة يستهدف كنيسة في منطقة سيدي بشر بالإسكندرية مع أول دقائق العام الجديد، وأدى الحادث إلى سقوط عدد من القتلى والجرحى.
  - ديلما روسيف تؤدي اليمين الدستورية لتصبح أول امرأة تتولى الرئاسة في البرازيل.
- 2012 - دخل الدستور المجري الجديد حيز التنفيذ.
- 2014 - لاتفيا تصبح الدولة الثامنة عشرة التي تعتمد اليورو.
- 2015 -
  - ليتوانيا تصبح العضو التاسع عشر في منطقة اليورو.
  - تعيين ميكائيل جان في منصب أمين عام المنظمة الدولية للفرنكوفونية.
- 2017 -
  - تفجير انتحاري في مدينة طرطوس السورية، يتسبب بمقتل شخصين.
  - هجوم مسلح على ملهى ليلي بمدينة إسطنبول يخلف أكثر من 35 قتيل وحوالي 40 جريحًا.
- 2019 - تنصيب جايير بولسونارو رئيساً للبرازيل ليصبح الرئيس الثامن والثلاثين في تاريخ البلاد.
- 2021 - تطبيق اتفاقية التجارة والتعاون بين الاتحاد الأوروبي والمملكة المتحدة بعد خروج الأخيرة رسمياً من الاتحاد الأوروبي بعد قرار انسحابها سنة 2016 المعروف بالبريكست.
- 2023 - البدء في اعتماد اليورو في كرواتيا، وبذلك تنضم إلى مجموعة اليورو ومنطقة شينجن.
- 2024 - زلزال يضرب وسط اليابان بقوة 7.6 درجة، سبقته هزات مستبقة وتبعته هزات ارتدادية، أدت إلى تولد تسونامي على طول بحر اليابان.
- 2025 -
  - هجومٌ بشاحنة على حشدٍ من الناس في نيو أورلينز بولاية لويزيانا الأمريكية يودي بحياة خمسة عشر شخصًا وإصابة ما يزيد عن ثلاثين آخرين.
  - مقتل ثلاثة عشر شخصًا في إطلاق نارٍ عشوائي بمدينة ستنيي بالجبل الأسود في ثاني حادثةٍ من هذا النوع بالمدينة.

## مواليد
- 766 - علي الرضا، الإمام الثامن من أئمة الشيعة الاثنا عشرية.
- 1431 - إسكندر السادس، بابا الكنيسة الرومانية الكاثوليكية.
- 1449 - لورينزو دي ميديشي، حاكم فلورنسا.
- 1467 - زغمونت الأول، ملك بولندا وغرندوق لتوانيا.
- 1484 - هولدريخ زوينكلي، رجل دين سويسري.
- 1638 - غو ساي، إمبراطور ياباني.
- 1735 - بول ريفير، صائغ فضة ووطني أمريكي.
- 1854 - جيمس فريزر، عالم إنسانيات اسكتلندي.
- 1863 - بيير دي كوبرتان، رياضي فرنسي.
- 1879 - إدوارد مورغان فورستر، روائي بريطاني.
- 1881 - راما السادس، ملك سيام السادس.
- 1891 - نجيب العسراوي، صحفي وناشط سياسي وكاتب لبناني برازيلي.
- 1892 - مانويل روكساس، رئيس فلبيني.
- 1894 - ساتيندرا ناث بوز، عالم رياضيات هندي.
- 1895 - إدغار هوفر، رئيس مكتب التحقيقات الفيدرالي.
- 1899 - عبد الله الزايد، صحفي وشاعر بحريني.
- 1900 -
  - تشيونه سوغيهارا، ممثل دبلوماسي ياباني.
  - حصة بنت أحمد بن محمد السديري، إحدى زوجات الملك عبد العزيز آل سعود ووالدة الملك سلمان بن عبد العزيز آل سعود :أنظر السديريون السبعة.
- 1912 - كيم فيلبي، مسئول في جهاز المخابرات البريطانية.
- 1916 - عبد اللطيف فتحي، ممثل سوري.
- 1919 -
  - إحسان عبد القدوس، روائي مصري.
  - جيروم ديفيد سالينغر، روائي أمريكي.
- 1921 -
  - سيزار بالداكيني، نحات فرنسي.
  - غاي إيتون، كاتب ومؤرخ بريطاني مسلم.
- 1923 - نبيل الدسوقي، ممثل مصري.
- 1930 -
  - جعفر النميري، رئيس سوداني.
  - أدونيس، شاعر سوري.
  - محمد علي الصابوني، عالم مسلم سوري.
- 1934 - الأخضر الإبراهيمي، سياسي ودبلوماسي جزائري.
- 1937 - محمد نوح، موسيقي مصري.
- 1941 -
  - عيسى أحمد قاسم، عالم مسلم شيعي بحريني، والمرشد لجمعية الوفاق البحرينية.
  - علي عرسان، كاتب مسرحي وشاعر سوري.
- 1942 -
  - الحسن واتارا، رئيس ساحل العاج.
  - عبد الرحمن أبو القاسم، ممثل فلسطيني.
- 1944 - عمر البشير، رئيس سوداني.
- 1945 -
  - إيمان سركسيان، ممثلة لبنانية مصرية.
  - زولتان فارغا، لاعب كرة قدم هنغاري.
- 1946 - ريفيلينو، لاعب كرة قدم برازيلي.
- 1947 - جون كورزاين، سياسي أمريكي.
- 1948 - إسماعيل زامبادا غارسيا، بارون مخدرات مكسيكي.
- 1951 - أحمد جعفر عبد الملك، محترف إعلامي وكاتب قصص قصيرة قطري.
- 1952 - حمد بن خليفة آل ثاني، أمير دولة قطر.
- 1954 - عبد الحميد الرفاعي، ممثل كويتي.
- 1956 - كمال الحيدري، مرجع شيعي وفيلسوف عراقي .
- 1956 - زياد الرحباني، موسيقي لبناني.
- 1957 - راماز شينغيليا، لاعب كرة قدم جورجي.
- 1958 -
  - شفيقة يوسف، ممثلة بحرينية.
  - رمضان شلح، سياسي فلسطيني.
- 1959 - عبد الأحد مومند، رائد فضاء أفغاني.
- 1961 - عبد العزيز جويدة، شاعر مصري.
- 1962 - نبيل شعيل، مغني كويتي.
- 1963 - ألبريغو إيفاني، لاعب كرة قدم إيطالي.
- 1968 - دافور سوكر، لاعب كرة قدم كرواتي.
- 1972 -
  - نرمين زعزع، ممثلة مصرية.
  - ليليان تورام، لاعب كرة قدم فرنسي.
- 1973 - غرور، ممثلة إيرانية.
- 1975 -
  - إييتشيرو أودا، رسام مانغا ياباني.
  - سماء إبراهيم، ممثلة مصرية.
- 1977 - حسن صالحميدزيتش، لاعب كرة قدم بوسني.
- 1981 -
  - إيدن ريجل، ممثلة أمريكية.
  - شريف رمزي، ممثل مصري.
  - ملادن بيتريتش، لاعب كرة قدم كرواتي.
- 1982 - ديفيد نالبانديان، لاعب كرة مضرب أرجنتيني.
- 1983 - كالوم دافينبورت، لاعب كرة قدم إنجليزي.
- 1984 -
  - محمد غدار، لاعب كرة قدم لبناني.
  - خوسيه باولو غيريرو، لاعب كرة قدم بيروفي.
- 1985 -
  - ستيفن ديفيس، لاعب كرة قدم أيرلندي شمالي.
  - إبراهيما كيتا، لاعب كرة قدم إيفواري.
  - دنيا سمير غانم، ممثلة مصرية.
- 1986 - عبد الرحمن المسعد، لاعب كرة قدم كويتي.
- 1988 - منى أمرشا، مغنية مغربية.
- 1992 -
  - جاك ويلشير، لاعب كرة قدم إنجليزي.
  - شين دافي، لاعب كرة قدم أيرلندي.
- 1997 - خالد السميري، لاعب كرة قدم سعودي.

## وفيات
- 642 - خالد بن الوليد، قائد مسلم شهير ومن أصحاب الرسول محمد، ساهم كثيراً في حروب الردة والفتوحات الإسلامية.
- 874 - الحسن العسكري، الإمام الحادي عشر من أئمة الشيعة الإثنا عشرية.
- 1559 - كريستيان الثالث، ملك الدانمارك والنرويج.
- 1748 - يوهان برنولي، عالم رياضيات سويسري.
- 1817 - مارتن كلابروت، عالم كيمياء ألماني.
- 1894 - هاينريخ رودولف هيرتس، عالم فيزياء ألماني.
- 1911 - باقر الهندي، شاعر عراقي.
- 1918 - بيدار قادين، سلطانة وزوجة السلطان عبد الحميد الثاني
- 1921 - تيوبالت فون بتمان هولفيغ، مستشار ألمانيا.
- 1934 - مختار الدروبي، شاعر وتاجر سوري.
- 1948 - حسن البغدادي، شاعر وكاتب عراقي.
- 1953 - هانك ويليامز، مغني أمريكي.
- 1965 - تيمور بن فيصل، سلطان عمان
- 1966 - فينسنت أوريول، رئيس فرنسا.
- 1969 - حصة بنت أحمد بن محمد السديري، إحدى زوجات الملك عبد العزيز آل سعود ووالدة الملك سلمان بن عبد العزيز آل سعود.
- 1993 - ابتسام حسين، ممثلة كويتية.
- 1995 - يوجين ويغنر، عالم فيزياء أمريكي حاصل على جائزة نوبل في الفيزياء عام 1963.
- 2005 - شيرلي تشيشولم، سياسية أمريكية.
- 2006 - جمال عمار، مخرج مصري.
- 2009 - نزار ريان، قيادي في حركة حماس.
- 2014 - ممدوح الليثي، سيناريست مصري.
- 2015 - عُمر كرامي، رئيس سابق للحكومة اللبنانية.
- 2017 -
  - خليل محشي، مدير المعهد الدولي للتخطيط التربوي في اليونسكو.
  - هيلاريون كابوتشي، مطران كنيسة الروم الكاثوليك في القدس.
- 2018 - إبراهيم نافع، صحفي وكاتب مصري.
- 2021 - محمد تقي مصباح اليزدي، عالم شيعي وفيلسوف إيراني.

## أعياد ومناسبات
- رأس السنة الميلادية.
- رأس السنة اليابانية.
- اليوم الوطني في السودان.
- اليوم الوطني في هايتي.
- اليوم الوطني في ناورو.
- عيد التحرير في كوبا.
- اليوم العالمي للأسرة.

## وصلات خارجية
- وكالة الأنباء القطريَّة: حدث في مثل هذا اليوم.
- النيويورك تايمز: حدث في مثل هذا اليوم.
- BBC: حدث في مثل هذا اليوم.